# A rendőrség csak áll és néz
A rendőrség csak áll és néz (eredeti címe La polizia sta a guardare) 1973-ban bemutatott színes olasz bűnügyi film, Roberto Infascelli rendezésében, Enrico Maria Salerno, Lee J. Cobb és Jean Sorel főszereplésével. A történet a bűnbandákkal szembeni kemény fellépést követelő rendőrbiztos, a rendőri munkát akadályozó politikusok és a rendőrséget gyengítő belső korrupció konfliktusáról szól.

## Cselekmény
Az 1970-es években a lombardiai Bresciában sorozatossá válnak a súlyos bűncselekmények, ezen belül a magas váltságdíjakért elkövetett emberrablások.
A rendőri szerveket megbénítja a korrupció, tehetetlenül állnak az újabb és újabb esetekkel szemben. Az eredményt felmutatni nem képes Jovine rendőrfőnököt leváltják, helyére a keménykezű Cardone rendőrfőnököt helyezik, hogy állítsa helyre a törvényt és rendet. Cardone úgy véli, az emberrablóknak kifizetett hatalmas összegek az államellenes merényleteket szervező terrorista szervezeteknél landolnak, ezért kíméletlenül fel kell lépni ellenük, az egész közösség védelmében. Cardone azt vallja, hogy bűnözőkkel sohasem szabad tárgyalni, nem szabad nekik engedni, hanem a törvény minden eszközével a végsőkig kell üldözni őket. Bár Cardone keménységét a magasabb politikai körökben mozgó Alvise államügyész is sérelmezi, a rendőri állomány aláveti magát az új főnök szigorú utasításainak.
A rendőrség gyakran tétlenül áll az áldozataik kivégzésével zsaroló emberrablókkal szemben. Cardone rájön, hogy a rendőrség mindaddig tehetetlen ezzel a bűnözési formával szemben, amíg társadalmilag elfogadott, hogy az áldozatok családjai a rendőrség megkerülésével alkut kötnek a bűnözőkkel, és kifizetik hatalmas összegű váltságdíjakat. Az elszánt Cardone elutasítja az engedékeny bánásmódot, az emberrablók elfogása érdekében hajlandó kockáztatni a túszok életét is. Áttanulmányozza a korábbi emberrablások dossziéit, listát készít a leggazdagabb családokról, akik potenciális áldozatokká válhatnak. Egy kormányfőtanácsos fiának elrablásakor Cardone visszautasítja Alvise államügyész azon követelését, hogy a magas társadalmi állású szülők a rendőrség beavatkozása nélkül, maguk tárgyalhassanak fiuk életéről. Cardone önkényes telefonlehallgatásokat eszközöl, szoros megfigyelés alá helyezi az egész családot. Meghiúsítja a váltságdíj kifizetését. A túszt megölik. Cardonét politikai támadások érik, de a vizsgálat bebizonyítja, hogy a túszt már az elrablás perceiben megölték, és a váltságdíjat követelő telefonhíváskor már halott volt. A sajtóban Alvise államügyész Cardonéra hárítja a felelősséget, de a rendőrfőnök hevesen kiáll a terrorizmust finanszírozó bűnözők elleni kérlelhetetlen harc mellett, a polgárok egész közösségének védelmében.
Az emberrablókat irányító szervezet meg akarja puhítani a kérlelhetetlen rendőrfőnököt. Elrabolják Cardone fiát, Massimót, de csak alacsony összegű, jelképes váltságdíjat követelnek érte, hogy bebizonyítsák, a hajlíthatatlan Cardonét is lehet korrumpálni. Az emberrablók megengedik, hogy telefonon beszélhessen elrabolt fiával, de maga Massimo is kitartásra buzdítja apját, aki ezután nem alkudozik az emberrablókkal, még saját fiának érdekében sem. Szívósan és kérlelhetetlenül nyomoz tovább. Elkapja a banda egyik tagját, akit együttműködésre kényszerít. A kapott információkból rájön, hogy a banda feje nem más, mint saját hivatali elődje, Jovine ex-rendőrfőnök. Cardone letartóztatja és kivallatja Jovinét, aki beismeri, hogy a váltságdíjakból a szélsőséges pártokat finanszírozzák. Cardone megtalálja és körülzáratja a banda rejtekhelyét, ahol fiát tartják fogva. Az emberrablók autóval kitörnek, túszukat magukkal hurcolva. Az autós üldözés során a menekülők halálra gázolnak egy kisgyermeket, végül a rendőrség egy épülő autópálya-szakaszon bekeríti őket. Az emberrablók kidobják Massimót a száguldó autóból, a fiú súlyos sérüléseket szenved. A rendőrök golyózáport zúdítanak a menekülő autóra, megölve az összes bandatagot. Cardone lelkifurdalástól gyötörve siet a mentőautóhoz, ahol fia életéért küzdenek.

## Főbb szereplők
| Szerep                         | Színész              | Magyar hangja (1. szinkron, 1975) |
| ------------------------------ | -------------------- | --------------------------------- |
| Cardone rendőrfőnök (questore) | Enrico Maria Salerno | Latinovits Zoltán                 |
| Jovine, volt rendőrfőnök       | Lee J. Cobb          | Velenczey István                  |
| Aloisi főügyész (procuratore)  | Jean Sorel           | Szokolay Ottó                     |
| Renata Boletti                 | Luciana Paluzzi      | Balogh Erika                      |
| Samperi ügyvéd                 | Claudio Gora         | Inke László                       |
| Laura Ponti                    | Laura Belli          | Bencze Ilona                      |
| Zenoni felügyelő               | Gianni Bonagura      | Szatmári István                   |
| Catalano felügyelő             | Ezio Sancrotti       | Somogyvári Rudolf                 |
| Rendőr                         | Ignazio Leone        | Fillár István                     |
| Alvaro Verganò, bandatag       | Enrico Osterman      | Kautzky József                    |
| Alvise Riccardi                | Philippe Hersent     | Simon György                      |
| Massimo, Cardone fia           | Giambattista Salerno | Benkő Péter                       |
| Újságíró                       | Franco Angrisano     | Horkai János                      |
| Prefektus                      | Ennio Balbo          | N/A                               |
| Orvosszakértő                  | Tino Bianchi         | N/A                               |

## Gyártás
A belső felvételeket a DEAR (Studi televisivi Fabrizio Frizzi) filmgyár római stúdióiban forgatták. (Ezek a stúdiók ma a RAI televíziós gyártó stúdiói.) A külső felvételeket Milánóban és Bresciában forgatták.

## További információ
- A rendőrség csak áll és néz a PORT.hu-n (magyarul)
- A rendőrség csak áll és néz az Internetes Szinkronadatbázisban (magyarul)
- A rendőrség csak áll és néz az Internet Movie Database-ben (angolul)
- A rendőrség csak áll és néz a Rotten Tomatoeson (angolul)
- A rendőrség csak áll és néz a Box Office Mojón (angolul)
- Der unerbittliche Vollstrecker (német nyelven). Filmdienst.de
- The Great Kidnapping (1973) (magyar nyelven). TMDB (The MovieWeb Adatbázis)
- A rendőrség csak áll és néz (magyar nyelven). MAFAB.hu